# Gonzalo Puigcerver Romá
Gonzalo Puigcerver Romá (Alicante, 14 de marzo de 1924-Madrid, 20 de febrero de 2012) fue un general del Ejército del Aire español que llegó a ejercer como jefe del Cuarto Militar de la Casa Real durante el reinado de Juan Carlos I (1985-1986) y jefe de Estado Mayor de la Defensa entre 1986 y 1990.

## Biografía
Tras cursar los estudios de bachiller, comenzó la carrera de Ingeniería Naval y de Minas al tiempo que ingresó en la Academia General del Aire como componente de la primera promoción de oficiales del arma aérea española. En 1949 finalizó su formación académica y fue ascendido a teniente con destino en su tierra natal, en el aeródromo de Rabasa (1949). Mantuvo el mismo destino en los años siguientes, en los que ascendió a capitán (1951). Fue profesor en la Escuela de Vuelos de Jerez de la Frontera (1954) y obtuvo el título de instructor en la base aérea estadounidense en Fürstenfeldbrück (Alemania). Poco después continuó como profesor de vuelo de los North American T-6 en Matacán. De 1955 a 1961, con el empleo de comandante, se diplomó en Estado Mayor y viajó a Estados Unidos para formarse en los aviones a reacción Lockheed T-33 y F-86 Sabre. Al volver de Estados Unidos fue destinado en la jefatura de la base de Torrejón de Ardoz, donde permaneció hasta 1975, con un paréntesis en el que se incorporó voluntariamente al Ala 12 de la misma base como piloto de los F-4 Phantom II.
En el verano de 1975 fue destinado al Estado Mayor del Aire. De 1975 a 1982, cuando alcanzó el grado de general de división, fue sucesivamente jefe del Ala de Alerta, de la División de Operaciones, del Mando Aéreo de Transportes, del sector aéreo de Zaragoza y del Mando Aéreo de Canarias. Teniente general desde 1984, fue nombrado por el rey Juan Carlos I jefe del Cuarto Militar en marzo de 1985, tiempo durante el que se le encargo la dirección de la formación militar del entonces heredero, el príncipe Felipe. Cesó al año siguiente para sustituir al almirante Ángel Liberal Lucini como jefe de Estado Mayor de la Defensa (JEMAD), durante el segundo mandato de Felipe González como presidente del Gobierno y con Narcís Serra como ministro de Defensa. Ocupó el cargo hasta 1990. Fue uno de los impulsores de la modernización del armamento del Ejército del Aire con los F-18 y, como JEMAD, participó en la confección y firma de los primeros acuerdos de coordinación de España con la OTAN y presidió la delegación diplomática española en Guinea Ecuatorial en 1989 durante la toma de posesión del presidente Teodoro Obiang, con la que el gobierno español quiso rebajar las tensiones que se habían generado tras varios incidentes y roces con el régimen guineano.

### Distinciones
- Gran Cruz del Mérito Aeronáutico. distintivo blanco
- Gran Cruz del Mérito Militar. distintivo blanco (1984)
- Gran Cruz de la Real y Militar Orden de San Hermenegildo.
- Cruz del Mérito Aeronáutico. distintivo blanco
- Placa de la Real y Militar Orden de San Hermenegildo.
- Encomienda de la Real y Militar Orden de San Hermenegildo.
- Cruz de la Real y Militar Orden de San Hermenegildo.

Distintivos
- Distintivo («rokiski») correspondiente a los títulos de Piloto Militar (hélice) y Observador (estrella de 5 puntas) (Ejército del Aire).
- Distintivo del título de "Diplomado de Estado Mayor del Aire" (utilizado por personal que lo realizó antes del curso común) del Estado Mayor del Ejército del Aire.
- Distintivo de Función del Estado Mayor de la Defensa.
- Distintivo de Operaciones de Mantenimiento de la Paz con pasador “OTAN” y "UEO".

| Predecesor: Ángel Liberal Lucini | Jefe de Estado Mayor de la Defensa 31 de octubre de 1986-18 de mayo de 1990 | Sucesor: Gonzalo Rodríguez Martín-Granizo |